# شيهيزي
شيهيزي (بالصينية: 石河子市 )‏ هي مدينة على مستوى مقاطعة، في جمهورية الصين الشعبية، تتبع سنجان، بلغ عدد سكانها 380,130 نسمة، تبلغ مساحتها 62.3 كيلومتر مربع، رمزها البريدي هو 832000.

## المناخ
يظهر الجدول التالي التغييرات المناخية على مدار السنة لشيهيزي:
| البيانات المناخية لـشيهيزي         | البيانات المناخية لـشيهيزي | البيانات المناخية لـشيهيزي | البيانات المناخية لـشيهيزي | البيانات المناخية لـشيهيزي | البيانات المناخية لـشيهيزي | البيانات المناخية لـشيهيزي | البيانات المناخية لـشيهيزي | البيانات المناخية لـشيهيزي | البيانات المناخية لـشيهيزي | البيانات المناخية لـشيهيزي | البيانات المناخية لـشيهيزي | البيانات المناخية لـشيهيزي | البيانات المناخية لـشيهيزي |
| الشهر                              | يناير                      | فبراير                     | مارس                       | أبريل                      | مايو                       | يونيو                      | يوليو                      | أغسطس                      | سبتمبر                     | أكتوبر                     | نوفمبر                     | ديسمبر                     | المعدل السنوي              |
| ---------------------------------- | -------------------------- | -------------------------- | -------------------------- | -------------------------- | -------------------------- | -------------------------- | -------------------------- | -------------------------- | -------------------------- | -------------------------- | -------------------------- | -------------------------- | -------------------------- |
| الدرجة القصوى °م (°ف)              | 7.6 (45.7)                 | 6.6 (43.9)                 | 22.7 (72.9)                | 35.4 (95.7)                | 37.4 (99.3)                | 39.2 (102.6)               | 42.2 (108.0)               | 41.0 (105.8)               | 39.4 (102.9)               | 33.3 (91.9)                | 17.5 (63.5)                | 8.3 (46.9)                 | 42.2 (108.0)               |
| متوسط درجة الحرارة الكبرى °م (°ف)  | −10 (14)                   | −6.3 (20.7)                | 4.7 (40.5)                 | 19.3 (66.7)                | 26.3 (79.3)                | 30.9 (87.6)                | 32.8 (91.0)                | 31.4 (88.5)                | 25.4 (77.7)                | 15.5 (59.9)                | 3.0 (37.4)                 | −6.9 (19.6)                | 13.8 (56.8)                |
| المتوسط اليومي °م (°ف)             | −15.3 (4.5)                | −11.6 (11.1)               | −0.1 (31.8)                | 12.1 (53.8)                | 18.8 (65.8)                | 23.6 (74.5)                | 25.3 (77.5)                | 23.3 (73.9)                | 17.2 (63.0)                | 8.2 (46.8)                 | −1.7 (28.9)                | −11.1 (12.0)               | 7.4 (45.3)                 |
| متوسط درجة الحرارة الصغرى °م (°ف)  | −20.8 (−5.4)               | −17 (1)                    | −4.9 (23.2)                | 5.0 (41.0)                 | 11.2 (52.2)                | 16.0 (60.8)                | 17.7 (63.9)                | 15.2 (59.4)                | 9.4 (48.9)                 | 1.8 (35.2)                 | −5.7 (21.7)                | −15.5 (4.1)                | 1.0 (33.8)                 |
| أدنى درجة حرارة °م (°ف)            | −34.4 (−29.9)              | −36.5 (−33.7)              | −30.5 (−22.9)              | −19.4 (−2.9)               | −0.2 (31.6)                | 6.6 (43.9)                 | 9.6 (49.3)                 | 3.5 (38.3)                 | −0.5 (31.1)                | −8.9 (16.0)                | −28.9 (−20.0)              | −36.0 (−32.8)              | −36.5 (−33.7)              |
| الهطول مم (إنش)                    | 8.6 (0.34)                 | 8.4 (0.33)                 | 12.5 (0.49)                | 26.2 (1.03)                | 29.9 (1.18)                | 21.0 (0.83)                | 21.5 (0.85)                | 15.1 (0.59)                | 15.9 (0.63)                | 18.9 (0.74)                | 16.8 (0.66)                | 11.2 (0.44)                | 206.0 (8.11)               |
| متوسط أيام هطول الأمطار (≥ 0.1 mm) | 8.4                        | 6.6                        | 6.0                        | 6.1                        | 7.2                        | 8.1                        | 9.1                        | 5.9                        | 5.0                        | 5.2                        | 6.2                        | 9.0                        | 82.8                       |
| المصدر: Weather China              |                            |                            |                            |                            |                            |                            |                            |                            |                            |                            |                            |                            |                            |

## التقسيمات الإدارية
- 152nd Regiment (XPCC) [الإنجليزية]‏.